# Atherigona pallicornis
Atherigona pallicornis är en tvåvingeart som beskrevs av Stein 1900. Atherigona pallicornis ingår i släktet Atherigona och familjen husflugor. Inga underarter finns listade i Catalogue of Life.